# Liste der Auslandsvertretungen Fidschis

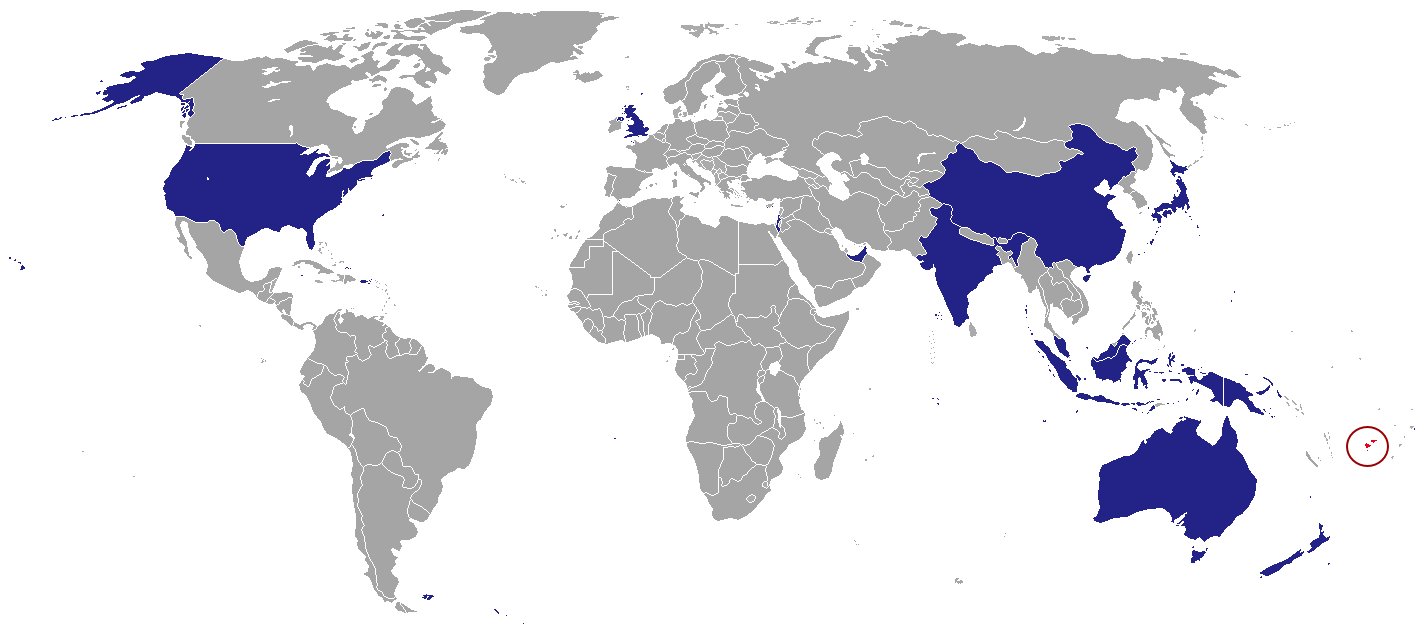
Standorte der diplomatischen Vertretungen Fidschis

Dies ist eine Liste der diplomatischen und konsularischen Vertretungen Fidschis.

## Diplomatische und konsularische Vertretungen

### Afrika
- Südafrika: Pretoria, Hohe Kommission

### Amerika
- Brasilien: Brasília, Botschaft
- Vereinigte Staaten: Washington, D.C., Botschaft

### Asien
| - Volksrepublik China: Peking, Botschaft - Volksrepublik China: Shanghai, Generalkonsulat - Indien: Neu-Delhi, Hohe Kommission - Indonesien: Jakarta, Botschaft - Japan: Tokio, Botschaft | - Malaysia: Kuala Lumpur, Hohe Kommission - Südkorea: Seoul, Botschaft - Taiwan: Taipei, Handelsbüro - Vereinigte Arabische Emirate: Abu Dhabi, Botschaft |

### Australien und Ozeanien
| - Australien: Canberra, Hohe Kommission - Australien: Sydney, Generalkonsulat | - Neuseeland: Wellington, Hohe Kommission - Papua-Neuguinea: Port Moresby, Hohe Kommission |

### Europa
- Belgien: Brüssel, Botschaft
- Vereinigtes Königreich: London, Hohe Kommission

## Vertretungen bei internationalen Organisationen
- Europäische Union: Brüssel, Mission
- Vereinte Nationen: New York, Ständige Mission